# Diplycosia
Diplycosia es un género  de plantas fanerógamas perteneciente a la familia Ericaceae.   Comprende 138 especies descritas y de estas, solo 110 aceptadas.

## Taxonomía
El género  fue descrito por Carl Ludwig Blume y publicado en Bijdragen tot de flora van Nederlandsch Indië 857. 1826.

## Especies seleccionadas
- Diplycosia abscondita
- Diplycosia acuminata
- Diplycosia adenothrix
- Diplycosia alboglauca
- Diplycosia amboinensis
- Diplycosia annamensis
- Diplycosia aperta
- Diplycosia apiculifera